# Александър Делчев
Александър Петков Делчев е български шахматист, гросмайстор от 1997 г. През октомври 2005 г. ЕЛО рейтингът му е 2669 и достига  36-то място в света, което е най-доброто му постижение.
Участва на осем шахматни олимпиади, където изиграва 82 партии (36 победи, 34 равенства и 12 загуби). На европейското отборно първенство по шахмат през 2007 г. печели индивидуален бронзов медал на четвърта дъска.

## Турнирни постижения
- 2001 – Йер, Франция (1-во място)
- 2001 – Килера, Испания (1-во място)
- 2001 – Ница, Франция (1-во място)
- 2001/2002 – Реджо Емилия, Италия (1-во място)
- 2002 – Империа, Италия (1-во място)
- 2002 – Терамо, Италия (1-во място)
- 2003 – Любляна, Словения (1-во място)
- 2003 – Суботица, Сърбия (1-во място)
- 2003 – Порто Сан Джорджо, Италия (1-во място)
- 2003 – Албасете, Испания (1-во място)
- 2004 – Генуа, Италия (1-во място)
- 2004 – Навалморал де ла Мата, Испания (1-во място)
- 2004/2005 – Реджо Емилия, Италия (1-во място)
- 2005 – Биело поле, Черна гора (1-во място)
- 2005 – Бад Визе, Германия (1-во място)
- 2007 – Лерида, Испания (1 – 2-ро място)
- 2007 – Бадалона, Испания (1-во място)
- 2007 – Тарагона, Испания (1-во място)
- 2007 – Задар, Хърватия (1-во място на „Задар Оупън“ със статут на Отворено първенство по шахмат на Хърватия)

## Участия на шахматни олимпиади
| Година | Организатор    | Отбор    | Класиране (отборно) | Дъска    |
| 1994   | Москва         | България | 5                   | Втора    |
| 2000   | Истанбул       | България | 14                  | Трета    |
| 2002   | Блед           | България | 27                  | Втора    |
| 2004   | Калвия         | България | 9                   | Втора    |
| 2006   | Торино         | България | 9                   | Трета    |
| 2008   | Дрезден        | България | 14                  | Четвърта |
| 2010   | Ханти Мансийск | България | 38                  | Четвърта |
| 2012   | Истанбул       | България | 20                  | Четвърта |